# Echeta minerva
Echeta minerva là một loài bướm đêm thuộc phân họ Arctiinae, họ Erebidae.